# Гьеллеруп, Карл Адольф
Карл Адольф Гьеллеруп (дат. Karl Adolph Gjellerup; 2 июня, 1857, Рохольт — 13 октября, 1919, Клоче) — датский поэт и писатель периода Современного прорыва в скандинавской литературе. Некоторые произведения опубликованы под псевдонимом Эпигонос (англ. Epigonos). Лауреат Нобелевской премии по литературе за 1917 год «За многообразное поэтическое творчество и возвышенные идеалы».

## Биография
Карл Гьеллеруп родился в Рохольте, о. Зеландия в семье священника. Его отец умер, когда Гьеллерупу было 3 года, поэтому семья переехала в Копенгаген. Значительное влияние на воспитание мальчика и его мировоззрение осуществил его двоюродный дядя по материнской линии, который также был священником и очень образованным человеком, который также занимался исследованием письменных памятников. Среднее образование получил в Хэрслевской школе, которую окончил в 1874 году с отличием. Ещё в школе у Гьеллерупа появилась способность к литературе. Так, после её окончания он написал две пьесы: «Сципион Африканский» и «Арминий», но ни одна из них не была опубликована.
Сразу после окончания школы Гьеллеруп, следуя семейной традиции, поступил в Копенгагенский университет на факультет богословия. Но, увлёкшись новыми радикальными течениями и толкованиями Библии и дарвинизмом, он стал атеистом. В художественной литературе наибольшее влияния на него осуществили произведения Канта, Шиллера и Гёте.
По окончании университета в 1878 году Гьеллеруп начал активную творческую деятельность. В том же году опубликовал свой первый роман «Идеалист». В последующие годы написал несколько новел, таких как «Соль-мажор», «Ромул» и др.
В 1883 Гьеллеруп получил небольшое наследство, которое позволило ему осуществить путешествие по Германии, Швейцарии, Италии, Греции и России. Во время путешествия по Италии, в Риме брал уроки рисования у шведского художника Юлиуса Кронберга. Во время путешествия по России он был очарован славянским реализмом Тургенева, который был известен описанием быта крестьян.
С 1885 по 1887 писатель жил в Дрездене. В это время он женился на Анне Каролине Хойзингер, опубликовал ещё несколько успешных поэм и пьес, среди которых поэма «Тамира», трагедия «Хагбард и Сигне» и сборник поэзии «Книга моей любви».
С 1892 он окончательно поселился вместе с семьёй в Дрездене и писал уже на немецком языке. Произведения этого периода — «Пастор Морс», «Мельница» и др. Немного позднее на его творчество начали влиять идеи буддизма, который Гьеллеруп начал изучать во второй половине 1890-х гг.
В 1917 году писателю была присуждена Нобелевская премия по литературе. Большую роль в этом сыграли политические мотивы, поскольку сама Швеция желала подтвердить свой нейтралитет по отношению к Германии и близость отношений с Данией. Хотя сами датчане не считали Гьеллерупа своим соотечественником, поэтому в Дании Нобелевская премия Гьеллерупа была встречена без особого энтузиазма. К тому же, на разных этапах своей карьеры он становился непопулярным как среди левых натуралистов вокруг Георга Брандеса.
Гьеллеруп умер недалеко от Дрездена в 1919 году. Постепенно интерес к его творчеству угас.

## Творчество
Первым опубликованным произведением Гьеллерупа стал роман «Идеалист» (Ein Idealist; 1878). Роман рассказывает о молодом человеке, который отвергает теологическое учение, церковь и религию в целом. Он верит, что душа человека принадлежит космосу. Эту книгу он опубликовал под псевдонимом Эпигон. В этот период творчества писателя появляются ещё несколько работ, которые высмеивали теологию в пользу дарвинизма. Одной из таких книг стала «Наследие и мораль» (Arvelighed og moral; 1881). За эту работу он получил медаль от своего университета.
Роман «Ученик германцев» (Germanernes Laerling; 1882), хотя и был художественным произведением, но при этом носил автобиографический характер. Этот роман повествует о молодом теологе, в которого происходит кризис веры. В конце романа главный герой решает стать свободным философом, описывая собственные мировоззренческие мысли, а не подчиняясь идеям других.
После знакомства с творчеством Тургенева, Гьеллеруп в 1883 году пишет под его влиянием несколько новелл, среди которых «Ромул» (Romulus) и «Соль-мажор» (G-Dur). По окончании путешествия в 1885 году он опубликовал книгу «Годы странствий» (Vandreaaret).
Вернувшись с путешествия, Гьеллеруп меняет направления своего творчества, сосредотачиваясь на концепциях свободы воли и моральной ответственности человека. Таким образом, появилась его драма «Брунхильда» (Brynhild; 1884), которую он начал писать ещё в студенческие годы. Драма рассказывает о двух людях, разделённых волей судьбы, но которые безумно хотят воссоединиться. Другая его драматическая поэма с элементами лирики «Тамир» (Thamyris; 1887). В последующие годы он пишет трагедию в прозе и стихах «Хагбард и Сигне» (Hagbard og Signe; 1888) и сборник поэзий «Книга моей любви» (Min kaerligheds bog; 1889).
В 1889 был опубликован любовный роман Гьеллерупа «Минна» (Minna). Как и другие романы писателя этот также носит автобиографические черты. Роман фактически рассказывает о детстве автора, а также о событиях, которые привели к распаду брака Гьеллерупа.
Постепенно автор отходит от тематики героизма и начинает работать над пьесами сходными по стилю с пьесами Ибсена. Так появляется пьеса «Герман Бандель» (Herman Vandel; 1891) о несчастной любви и самоубийстве школьного учителя. Его пьеса «Вуторн» (Wuthhorn; 1893), выдержавшая 100 постановок на сцене театра в Копенгагене, рассказывает историю о двух влюблённых, которых хотят хоть умереть вместе, если не смогут жить вместе. К этому периоду относится пьеса «Kong Hjarne» (1893). Также были популярны в это время пьесы «Его превосходительство» (Hans Excellence; 1895) о продажном чиновнике и «Gift og modgift» (1898).
Последующий период творчества связан с романами «Пастор Морс» (Pator Mors; 1894) — пасквиль на протестантского священника, и «Мельница» (Møllen; 1896), исследующий тёмные стороны сознания убийцы.
В 1890-х годах Гьеллеруп увлекается философскими идеями буддизма и Шопенгауэра. Под влиянием этого направления появляется пьеса «Жертвенные огни» (Die opferfeuer; 1903) о пути просвещения ученика Гаутамы Будды, и романы «Пилигрим Каманита» (Der Pilger Kamanita; 1906) о людях, живших во времена Будды, и «Вечные странники» (Die Weltwanderer; 1910) о влюблённых, которые сознают свои предыдущие жизни.
«Священнейшее животное» («Das heiligste Tier», 1919) — последнее произведение Гьеллерупа. С элементами самопародии, оно считается его единственной попыткой создать юмористическое сочинение. Это своеобразная мифологическая сатира, в которой различные животные, в том числе змея, убившая Клеопатру, собака Одиссея Аргус, Вишвамитра (священная корова Индии), ослик, на котором ехал Иисус и лошади различных исторических полководцев, после смерти попадают в свой собственный Элизиум. После обсуждения их собрание выбирает коня Будды Кантаки в качестве святейшего из животных, но тот уже бесследно исчез, следуя за своим хозяином в нирвану.

## Произведения
- «Идеалист» (Ein Idealist) (1878)
- «Наследие и мораль» (Arvelighed og moral; 1881).
- «Наследие и мораль» (Arvelighed og moral; 1881).
- «Ученик германцев» (Germanernes Laerling; 1882)
- «Ромул» (Romulus; 1883)
- «Соль-мажор» (G–Dur; 1883)
- «Брунхильда» (Brynhild; 1884)
- «Годы странствий» (Vandreaaret; 1885)
- «Тамир» (Thamyris; 1887).
- «Хагбард и Сигне» (Hagbard og Signe; 1888)
- «Книга моей любви» (Min kaerligheds bog; 1889).
- «Минна» (Minna) (1889)
- «Герман Бандель» (Herman Vandel; 1891)
- «Вуторн» (Wuthhorn; 1893)
- «Kong Hjarne» (1893)
- «Пастор Морс» (Pator Mors; 1894)
- «Его превосходительство» (Hans Excellence; 1895)
- «Мельница» (Møllen; 1896)
- «Gift og modgift» (1898)
- «Жертвенные огни» (Die opferfeuer; 1903)
- «Пилигрим Каманита» (Der Pilger Kamanita) (1906)
- «Вечные странники» (Die Weltwanderer; 1910)